# Juan Roa Sierra
Pour les articles homonymes, voir Roa et Sierra.
Juan Roa Sierra, né le 4 novembre 1921 à Bogota et mort dans la même ville le 9 avril 1948, est connu pour avoir assassiné le dirigeant politique colombien Jorge Eliécer Gaitán le 9 avril 1948, dans le centre de la capitale colombienne.

## L'assassinat
Le 9 avril 1948, à 13 h 05, le chef du parti libéral colombien, Jorge Eliécer Gaitán, est assassiné à la sortie de son bureau par Juan Roa Sierra. Ce dernier tire trois fois sur l'homme politique qui se rendait à une invitation du libéral Plinio Mendoza Neira, accompagné de trois de ses amis, Jorge Padilla, Alejandro Vallejo et Pedro Eliseo Cruz. Une des balles perce les poumons de Gaitán tandis qu'une autre se loge à la base de son crâne. Emmené d'urgence par un taxi à la Clínica Central, il meurt aux environs de 14 h 00, alors que son ami et médecin Pedro Eliseo Cruz s'apprête à lui pratiquer une transfusion de sang. Après avoir tiré un quatrième coup en l'air, Roa Sierra s'échappe mais est capturé un peu plus loin par un policier, Carlos Alberto Jiménez Díaz, qui lui demande : « Dis moi qui t'a donné l'ordre de tuer sinon tu seras lynché par le peuple ». Alors que le policier s'était enfermé avec le meurtrier dans une boutique, plusieurs personnes défoncent la porte, s'emparent de Roa Sierra et le frappent à mort, son corps étant ensuite traîné le long de la Carrera Séptima jusqu'à la place présidentielle. La mort de Juan Roa Sierra, tué par une foule en colère, empêche cependant de connaître les motivations qui l'ont poussé à commettre cet acte.
À la suite de cet assassinat, une insurrection armée, appelée Bogotazo, éclate. Cette période de troubles est le premier épisode de La Violencia. Jorge Eliécer Gaitán, qui s'opposait à l'usage de la violence, était déterminé à poursuivre la stratégie d'élire un gouvernement de gauche, reniant l'approche révolutionnaire communiste violente typique de la guerre froide. Son assassinat aboutit à une période de grande violence entre les conservateurs et les libéraux, facilitant également l'émergence de deux groupes de guérilla marxistes : les Forces armées révolutionnaires de Colombie (FARC) et l'Armée de libération nationale (ELN).

### Ouvrages utilisés
- (en) Nathaniel Weyl, Red star over Cuba: the Russian assault on the Western Hemisphere, Devin-Adair, 1960, 222 p.

1. ↑  p. 18
2. ↑  p. 4-21
3. ↑  p. 15-36

- (en) Richard E. Sharpless, Gaitan of Colombia : A Political Biography, University of Pittsburgh Pre, 1978, 240 p. (ISBN 9780822984672)

1. 1 2  p. 260-262